# Franc CFA (CEMAC)
Pour les articles homonymes, voir Franc, FCFA, CFA et Franc CFA.
Ne doit pas être confondu avec Franc CFA (UEMOA).
Le franc CFA de la CEMAC (Coopération économique et monétaire en Afrique centrale) est, depuis sa création en 1958, une monnaie commune, la devise officielle des six États membres de la Communauté économique et monétaire de l'Afrique centrale (Cameroun, Gabon, Guinée équatoriale, République centrafricaine, république du Congo, Tchad). Il est divisé en cent centimes.
Son équivalent en Afrique de l'Ouest est le franc CFA (UEMOA), qui devrait être bientôt remplacé par l'eco, prochaine monnaie unique de la CEDEAO, en 2027.
Bien que les taux de conversion vis-à-vis de l'euro (auquel les deux monnaies sont arrimées) soient identiques (655,957 francs pour 1 euro), leur usage n'est pas interchangeable (on ne peut donc pas payer en CFA UEMOA des produits vendus en Afrique centrale).

États membres de la CEMAC

L'arrimage du Franc CFA à l'euro est considéré par certains, comme un gage de stabilité, alors que d'autres l'assimilent à une servitude volontaire.

## Histoire

### Création
Le franc CFA est créé en 1945 par l'État français à la suite de la ratification des accords de Bretton Woods, sous le nom de franc des Colonies françaises d'Afrique. Il remplace, entre autres, le franc de l'Afrique-Équatoriale française. Le Franc CFA à une parité de 1 franc CFA pour 1,70 franc métropolitain, puis à partir du 17 octobre 1948, de 100 francs CFA pour 200 francs métropolitain. Le 20 janvier 1955 est fondé l'Institut d'émission de l'Afrique équatoriale française et du Cameroun, qui émet des pièces et des billets de banque. Cet institut est remplacé le 4 avril 1959 par la Banque centrale des États de l'Afrique équatoriale et du Cameroun. Le 22 novembre 1972, cet établissement prend le nom de Banque des États de l’Afrique centrale.
En 1958, dans le cadre de l'Union française, cette monnaie prend le nom de franc de la Communauté française d'Afrique puis en 1960, au moment des déclarations d'indépendance, le nom de franc de la Coopération financière en Afrique centrale (CFAC).
Son code ISO 4217 est XAF.

### Une réforme débattue
Dans les années 2020, le franc CFA de l'UEMOA devrait disparaître au profit de l'Eco, or les États d'Afrique centrale n'ont pas signé de réforme similaire, donc continueront d'utiliser le franc CFA de la CEMAC, tout en envisageant également une éventuelle sortie de cette monnaie.
Le 22 novembre 2019, à Yaoundé s'est ouvert un sommet extraordinaire de la Communauté économique et monétaire de l'Afrique centrale (Cémac) présidée par Paul Biya, qui regroupe six pays, pour débattre notamment de l'avenir du franc CFA. Après les pays d'Afrique de l'Ouest pour la monnaie unique, c'est au tour de l'Afrique centrale de questionner la pertinence d'une monnaie aux réserves de change déposées en France et convertible en euro, présentée par certains comme « héritée de la colonisation ». « Les présentes assises nous redonnent l'occasion d'échanger et d'arrêter des mesures complémentaires pouvant consolider le redressement économique de notre sous-région », a déclaré Paul Biya, Selon le président de la commission de la Cemac, « les lignes du débat sur l’avenir du franc CFA ont bougé ». « Les premiers décideurs, sans la moindre ambiguïté, ont indiqué non seulement la voie, mais également l’urgence à la Commission de la Cemac et à la Banque centrale d’approfondir la réflexion afin de leur permettre de décider des modalités de ladite réforme », a déclaré Daniel Ona Ondo.
En outre, les chefs d’État de la Cemac se sont prononcés sur cette question et souhaitent faire évoluer leur monnaie d’autant plus que, a déclaré Daniel Ona Ondo, « notre partenaire la France est disposée à une réforme ambitieuse du franc CFA ».
Le ministre français de l’Économie et des Finances, Bruno Le Maire, s’est exprimé le 22 décembre 2019, sur RFI au sujet de la question d’une possible évolution du franc CFA en Afrique centrale. Il indique que « c’est aux États d’Afrique centrale de le décider » et ajoute que « la France est ouverte à des modifications radicales ». Déclarant que son pays « veut rentrer de plain-pied dans le XXIe siècle avec des États africains dont l’indépendance monétaire n’est pas contestée », il répète aussitôt que « c’est à chacun de décider de la manière dont il veut avancer, à quel rythme, suivant quelles modalités ». « C’est une zone très différente des États d’Afrique de l’Ouest, mais nous sommes ouverts à la discussion et nous sommes ouverts à des changements similaires », conclut Bruno Le Maire.
Le 28 décembre 2019, le président de la Guinée équatoriale Teodoro Obiang Nguema et celui de la Côte d'Ivoire, Alassane Ouattara, ont indiqué lors d'un point presse à l'issue de leur rencontre à Abidjan avoir échangé sur la réforme du franc CFA dans la zone UEMOA. Le président équato-guinéen souhaiterait voir la même réforme en zone Cemac et juge le franc CFA « obsolète ».
En janvier 2020, d'après la BBC, plusieurs personnalités de la sous-région Afrique centrale sont à pied d’œuvre pour rendre possible une sortie du FCFA comme cela a récemment été le cas dans la zone UEMOA, l’« Afrix » (AFX) est le nom qui est évoqué pour le moment. La possible création de cet objet suscite des réactions chez les experts, comme l'indique la BBC. Il semble que cette monnaie apaisera les désirs des Africains progressistes qui souhaitent une réorganisation monétaire entre la France et ses ex-colonies. Les progressistes, par ailleurs, espèrent que le changement ne se limite pas à la simple dénomination. Il doit être accompagné d'une liberté de contrôle et d'une parité avec les autres devises. Un raisonnement plus poussé fait état de ce que les pays concernés par ladite monnaie devront s’atteler à diversifier leur économie pour être à la hauteur des nouveaux challenges qui, en même temps que l’Afrix, verront le jour, précise la même source.
Le 6 janvier 2020 à Dakar, une cinquantaine d'intellectuels publient une déclaration demandant l'ouverture d'un débat « populaire et inclusif » sur la réforme en cours et rappelant que «la question de la monnaie est fondamentalement politique et que la réponse ne peut principalement être technique».
En février 2020, lors de leur entrevue, Ali Bongo et Daniel Ona Ondo ont également parlé des décisions prises lors de la dernière conférence des chefs d’État, marquée par « la volonté des chefs d’État à plus d’intégrations ». « J’ai montré au chef de l’État les décisions que nous avons prises concernant les projets intégrateurs. Nous avons des projets pour la zone Franc CFA. J’ai donc eu la chance et l’honneur d’avoir les directives du chef de l’État concernant ces différents dossiers », a-t-il[Qui ?] indiqué. À en croire son propos, les réformes engagées sont en bonne voie et les leaders de la zone Cemac étudient un schéma approprié quant à l’avenir du franc CFA.
« Aujourd’hui, nos amis de l’UMOA ont pris la décision de créer l’Eco. Mais naturellement l’Eco fait écho en Afrique centrale. Les chefs d’État en Afrique centrale, lors de la dernière conférence, ont demandé à la Commission de la CEMAC et la Banque des États de l’Afrique centrale de faire une réflexion rapide pour leur proposer les modalités de réformes du franc CFA. Nous négocions actuellement. Ainsi, ce dossier est en cours. De plus, vous savez que la monnaie, c'est un problème de souveraineté nationale », a-t-il[Qui ?] soutenu.
En août 2020, «La CEMAC et la France ont conclu un accord pour passer du CFA à l’ECO». C’est l’annonce que des officiels camerounais ont fait il y a quelque temps à des investisseurs internationaux, avec quelques précisions : comme le processus mené dans la zone jumelle de l’UEMOA, la nouvelle monnaie serait toujours liée à l’Euro sur la base d’une parité fixe, mais la France ne figureraient plus dans les instances monétaires sous régionales.
Une légère différence cependant, le rapatriement des réserves hors du compte des opérations du trésor public français ne serait pas acté, comme c’est le cas pour l’UEMOA, mais la CEMAC n’aura plus l’obligation d’effectuer cette consolidation des réserves de change en France. « les autorités camerounaises ont nuancé leur propos en déclarant que c’était une option, et que pour le moment, c’est le statu quo qui prévalait en matière de coopération monétaire » a indiqué un diplomate sous le couvert d’anonymat, car les discussions sur ce sujet n’étaient pas publiques.
Cette nouvelle information est très proche de ce qu’ont rapporté il y a quelque peu, des sources proches de la BEAC, la banque centrale de la CEMAC. Selon ces dernières, le dossier qui a été confié à la BEAC sous la supervision de l’Union Monétaire d’Afrique Centrale (UMAC) en novembre 2019, serait déjà complètement bouclé, et n’attend plus que la signature du président camerounais Paul Biya, en sa qualité de président en exercice de la CEMAC.
En août 2022, à la suite du projet de la fusion entre la Communauté économique des États de l’Afrique centrale (CEEAC) et la Communauté économique et monétaire de l’Afrique centrale (Cémac). Les autorités de la Cémac pensent qu’elles sont mieux outillées en matière de stabilité monétaire pour absorber les sept autres pays, donc imposer le franc CFA dans les onze pays d’Afrique centrale.
En décembre 2022, les chefs d’État de la Communauté économique et monétaire de l’Afrique centrale (CEMAC) se retrouvent à Yaoundé au Cameroun pour décider de l’avenir du franc CFA..
En décembre 2022, l’entreprise suisse Sicpa se voit confier la sécurisation des nouvelles émissions de billets de francs CFA d’Afrique centrale.
Le 17 mars 2023, les chefs d'État d'Afrique centrale se réunissent à la 15e conférence des pays de la Communauté économique et monétaire de l’Afrique centrale (Cemac). Concernant l'avenir du franc CFA, sont préconisés le changement de nom de la monnaie, le retrait progressif des représentants français au sein des organes de décision et de contrôle de la Banque centrale, la clôture du compte d'opération dans les livres de la Banque de France, et le rapatriement des réserves de change au siège de la Banque centrale.
Le 25 avril 2023, le franc CFA est évoqué lors de la réunion ministérielle de la Communauté économique et monétaire de l’Afrique centrale (CEMAC) et de la France. La France perçoit la garantie apportée au franc CFA, et l’assurance de sa convertibilité, comme un pilier de la stabilité économique de la région. La France reste « ouverte » et « disponible » aux propositions de la CEMAC visant à réformer la coopération monétaire en Afrique centrale, comme cela s’est produit en Afrique de l’Ouest.
En novembre 2023, D'après le journal Jeune Afrique, aucun rapport sur les perspectives de sortie de la Cemac de la zone franc CFA n’a encore été produit. Rien, non plus, sur les réformes institutionnelles censées accompagner cette mutation, notamment à la Banque centrale commune.
L'Article 17 de la convention de coopération monétaire, entre la France, et les états d'Afrique centrale, stipule que tous état signataire peut dénoncer la présente Convention. Cette décision prend effet à compter de la date de sa notification à l’État dépositaire.

## Pièces
Depuis 2006, une nouvelle gamme de pièces est émise, circulant pour le moment avec l'ancienne série des années 1973-1998. une circulation de nouvelles série de pièces de monnaie, est assorti à partir de 2025.
| Pièces circulantes | Pièces circulantes | Pièces circulantes | Pièces circulantes | Pièces circulantes | Pièces circulantes | Pièces circulantes |
| Image              | Image              | Valeur             | Composition        | Description        | Description        | Période            |
| Avers              | Revers             | Valeur             | Composition        | Avers              | Revers             | Période            |
| ------------------ | ------------------ | ------------------ | ------------------ | ------------------ | ------------------ | ------------------ |
|                    |                    | 1 franc            | Aluminium          |                    |                    | 1974-1998          |
|                    |                    | 5 francs           | Aluminium-bronze   |                    |                    | 1973-1992          |
|                    |                    | 10 francs          | Aluminium-bronze   |                    |                    | 1974-2003          |
|                    |                    | 25 francs          | Aluminium-bronze   |                    |                    | 1974-2003          |
|                    |                    | 50 francs          | Nickel             |                    |                    | 1976-2003          |
|                    |                    | 100 francs         | Nickel             |                    |                    | 1992-1998          |
|                    |                    | 500 francs         | Cuivre-nickel      |                    |                    | 1976-1984          |
|                    |                    | 500 francs         | Cuivre-nickel      |                    |                    | 1998               |

## Billets
La Banque des États de l’Afrique centrale (BEAC) émet à partir de novembre 2019, une nouvelle gamme de billets de banque dans les six pays de la Communauté économique et monétaire de l’Afrique centrale (CEMAC). Elle remplacera peu à peu les anciens billets officiellement mis en service en novembre 2003. La nouvelle gamme remplacera les petites coupures de 500, 1 000 et 2 000 francs CFA CEMAC et de grosses coupures de 5000 et 10 000 francs utilisées actuellement dans les six pays concernés. En novembre 2022, La Banque des États de l’Afrique centrale (Beac) annonce la mise en circulation des nouveaux billets de banque à partir du 15 décembre 2022.
| Denomination      | Couleur prédominante | Dimensions  | Recto | Verso |
| ----------------- | -------------------- | ----------- | ----- | ----- |
| 500 francs CFA    | Marron               | 70 x 130 mm |       |       |
| 1000 francs CFA   | Bleu                 | 75 x 135 mm |       |       |
| 2000 francs CFA   | Rose                 | 75 x 145 mm |       |       |
| 5000 francs CFA   | Vert                 | 80 x 145 mm |       |       |
| 10 000 francs CFA | Violet               | 80 x 150 mm |       |       |